# Сонгкхла (місто)
Сонгкхла́ (Сінгора, Сінггора, Сінгала; з тай. สงขลา — Місто левів) — місто на півдні Таїланду, адміністративний центр однойменної провінції. Місто є культурним та науковим центром провінції, в той час як економічним та фінансовим центром є місто Хат'яй.
Населення міста становить 73 456 осіб (2008; 74,5 тис. в 2007, 75,1 тис. в 2006).

## Географія
Місто розташоване на протоці, що сполучає озеро Сонгкхла з Сіамською затокою Тихого океану.
Поблизу міста знаходиться національний парк Кху-Кхут, де охороняються понад 200 видів різноманітних птахів. Площа парку становить 520 км². На західній околиці міститься зоопарк.

### Клімат
Місто знаходиться у зоні, котра характеризується мусонним кліматом. Найтепліший місяць — квітень із середньою температурою 28.9 °C (84 °F). Найхолодніший місяць — грудень, із середньою температурою 26.7 °С (80 °F).
| Клімат Сонгкхли         | Клімат Сонгкхли | Клімат Сонгкхли | Клімат Сонгкхли | Клімат Сонгкхли | Клімат Сонгкхли | Клімат Сонгкхли | Клімат Сонгкхли | Клімат Сонгкхли | Клімат Сонгкхли | Клімат Сонгкхли | Клімат Сонгкхли | Клімат Сонгкхли | Клімат Сонгкхли |
| Показник                | Січ.            | Лют.            | Бер.            | Квіт.           | Трав.           | Черв.           | Лип.            | Серп.           | Вер.            | Жовт.           | Лист.           | Груд.           | Рік             |
| Абсолютний максимум, °C | 32              | 33              | 38              | 37              | 36              | 42              | 39              | 37              | 38              | 37              | 32              | 32              | 42              |
| Середній максимум, °C   | 28              | 30              | 31              | 31              | 32              | 32              | 31              | 31              | 31              | 30              | 28              | 28              | 30              |
| Середня температура, °C | 27              | 27              | 28              | 28              | 28              | 28              | 28              | 28              | 28              | 27              | 27              | 26              | 27              |
| Середній мінімум, °C    | 24              | 25              | 25              | 25              | 25              | 25              | 25              | 25              | 25              | 24              | 25              | 25              | 25              |
| Абсолютний мінімум, °C  | 18              | 20              | 18              | 19              | 22              | 18              | 20              | 18              | 18              | 20              | 20              | 21              | 18              |
| Норма опадів, мм        | 120             | 40              | 50              | 80              | 110             | 90              | 90              | 90              | 110             | 290             | 520             | 440             | 2080            |
| ----------------------- | --------------- | --------------- | --------------- | --------------- | --------------- | --------------- | --------------- | --------------- | --------------- | --------------- | --------------- | --------------- | --------------- |
| Джерело: Weatherbase    |                 |                 |                 |                 |                 |                 |                 |                 |                 |                 |                 |                 |                 |

## Пам'ятки

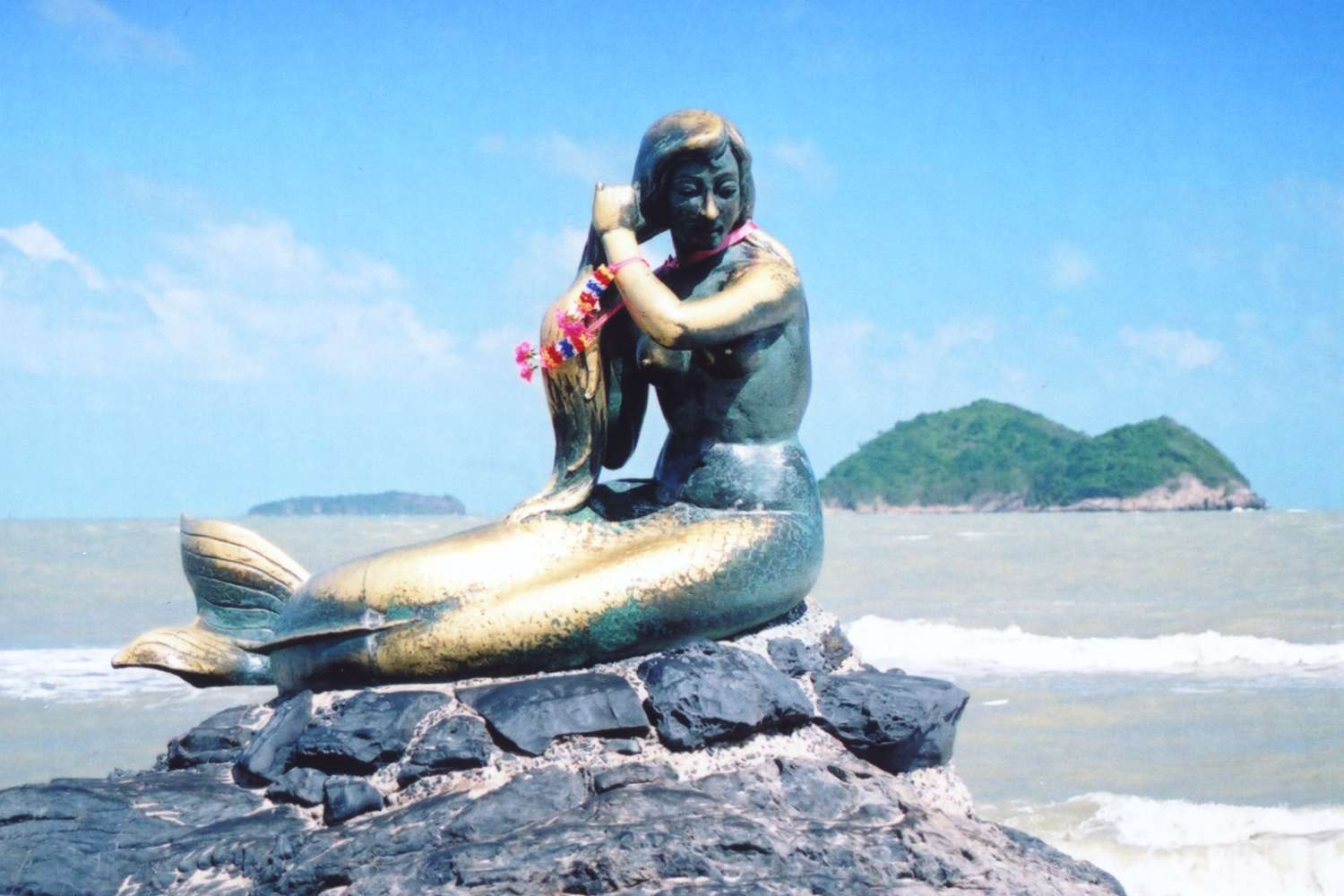
Бронзова русалка на пляжу

В минулому місто було піратською фортецею. Пізніше — торговельним центром, де вели торгівлю арабські, індійські, португальські та кхмерські купці. Потім місто було центром малайського султанату. Під час французької окупації в Південно-Східній Азії, було центром французьких військ. На західному березі збереглись квартали старої частини з вузькими вуличками. Будинки збудовані в різних стилях — малайський, тайський та китайський. Змішаним стилем побудований храмовий комплекс Ват Матчімават (Ват Мачімарат, Ват Кланг; XVI ст.).

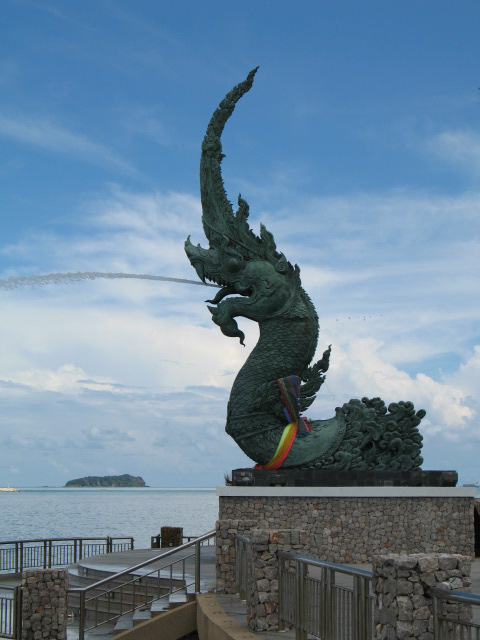
Фонтан з головою бога Нага

У місті є кілька закладів вищої освіти (університети Таксін, Раджабхат та технологічний Раджамангала), морський порт, найбільша військово-повітряна база Таїланду. В центрі міста, в старому португальському будинку, знаходиться музей Сонгкхли. Серед експонатів — тайська та китайська кераміка в стилі бенчаронг, статуї будди VIII—IX стст. древньої держави Двараваті, ляльки Театру тіней. Музей в храмі Ват Матчімават має статую індійського слоноголового бога Ганеша (VI ст.). Храм Ват Чаймонгкон має ступу з фрагментом мощів Будди (привезений монахом На Іссаро зі Шрі-Ланки кілька століть тому). На північній околиці знаходиться найбільша буддійська ступа міста, збудована в ланкійському стилі. Тут же розташоване мусульманське рибацьке поселення з човнами коле.

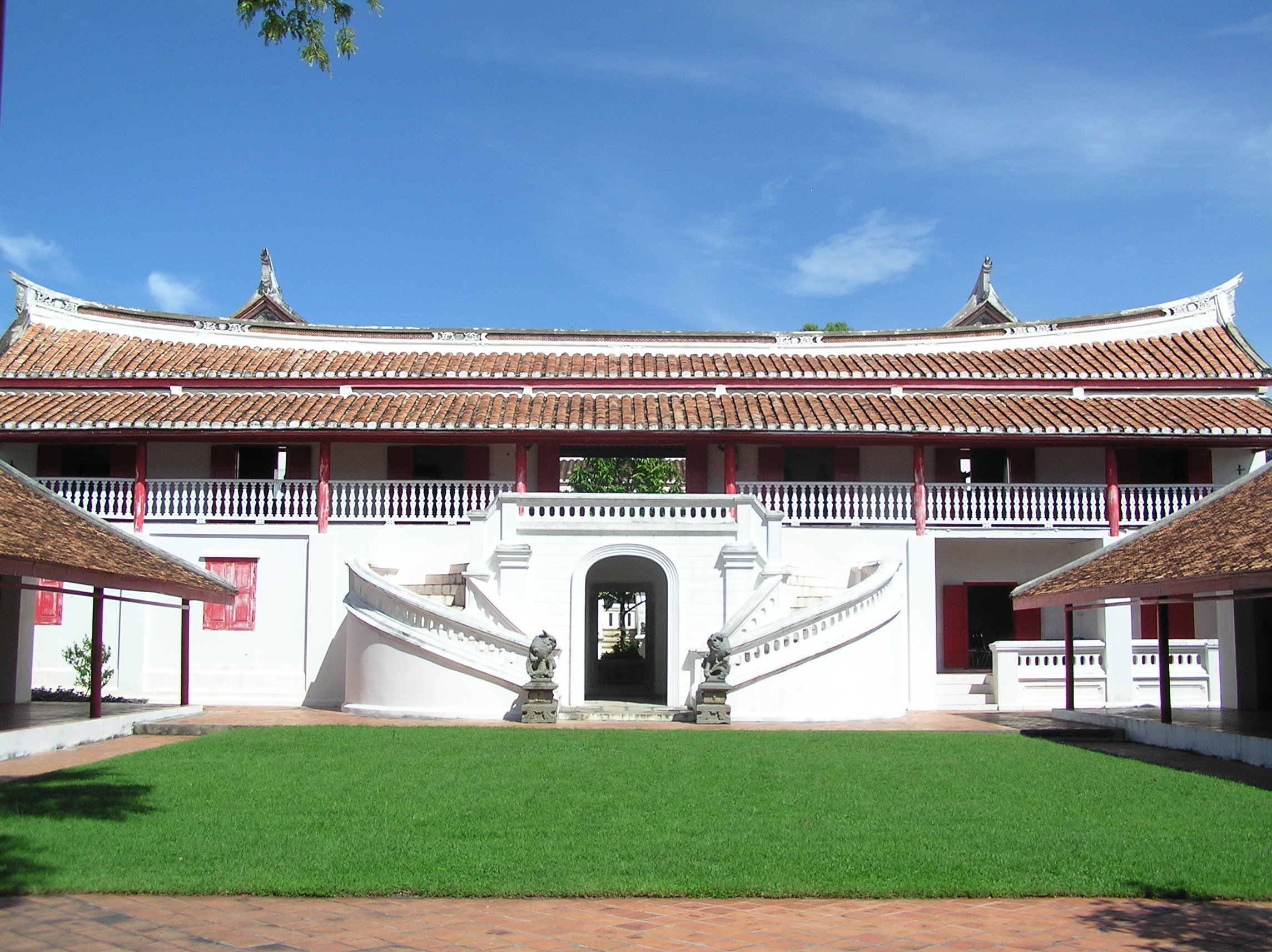
Національний музей

Зараз місто є туристичним центром південного Таїланду, славиться своїм пляжем Саміла, який має довжину 5 км. Пляж простягається уздовж узбережжя Сіамської затоки. Тут знаходиться символ провінції «Золота русалка», зроблена із бронзи. Пляж облямований соснами. Біля берега розташовані два маленьких острова — Кіт та Миша. За старою легендою кіт, миша та собака вкрали в китайського купця на джонці магічний кристал, пригнули в море і попливли до берега. Кіт та миша затонули зразу (утворилось два острови), а собаку викинуло на берег (утворився пагорб). Нині коту та миші поставили два бронзові пам'ятники. На пляжу є також фонтан у вигляді голови бога Нага.
Від міста збудований найбільший міст в країні Пхрем Тінсуланонд, прокладений також через острів Йо.